# Ritva Kovalainen
Ritva Kovalainen (Hattula, 1959) est une photographe finlandaise.